# Корнелл Глен
Корнеліус "Корнелл" Глен (англ. Cornelius "Cornell" Glen; нар. 21 жовтня 1980, Порт-оф-Спейн, Тринідад і Тобаго) — тринідадський футболіст, нападник клубу «Сентрал».

## Клубна кар'єра
Глен розпочав футбольну кар'єру 1999 року в тринідадському клубі ФУТГОФ, в якому відіграв два роки. Потім переїхав до Португалії, де виступав за «Санжоаненсе». Після трохи більше, ніж одного сезону, повернувся на батьківщину, де приєднався до «Сан-Хуан Джаблоті». Глен швидко став провідним гравцем команди, допоміг їй двічі поспіль виграти чемпіонат країни (2002, 2003), а також відзначився 12  та 26-а голами в них відповідно. 
Після хет-трику в поєдинку Кубку чемпіонів КОНКАКАФ у воротах «Чикаго Файр» (17 березня 2004), контракт Корнеліуса викупив клуб «МетроСтарз» з Major League Soccer. У своєму першому сезоні в американському клубі Глен відігравав важливу роль в команді (6 м'ячів та 2 гольові передачі), змагаючись за своє місце в насиченій атакувальній лінії «МетроСтарз».
Глен був проданий до ФК «Даллас» вже наступного року напередодні Драфту MLS 2005, проте оскільки клуб також придбав Карлоса Руїса, то місця в атаці для тринідадця вже не знайшлося. Так і не зігравши жодного офіційного поєдинку за «Даллас» на початку сезону 2005 року був проданий до «Коламбус Крю». Відзначився 4-а забитими м'ячами, а по завершенні сезону знову змінив команду, Корнеліуса обміняли на Річі Костчау в «Колорадо Репідз». У цьому клубі Глен також надовго не затримався, зігравши лише в поєдинку-відкриття сезону 2006 року, після чого був проданий до «Лос-Анджелес Гелаксі».
У своєму дебютному поєдинку за лос-анджелеський клуб відзначився двома голами. Це був надпринциповий для «Гелексі» поєдинок «Супер-Класико» проти «Чівас США». В обох випадках Корнеллу асистував Лендон Донован, який напередодні початку сезону повернувся до США. Глен відкрив рахунок у матчі (1:0), а наприкінці поєдинку встановив переможний для Лос-Анджелеса рахунок (2:1). Завдяки вирішальному голу на останніх хвмлмнах Корнеліус став улюбленцем уболівальників «Гелексі».
По завершенні чемпіонату світу 2006 року Глен повернувся до клубу напередодні матчу Відкритого кубку США проти «Колорадо Репідз», проте вийшовши в цьому матчі на поле ускладнив реабілітацію від травми, отриманої ще на чемпіонаті світу. Через ускладнення, пов'язану саме з нею, пропустив решту сезону. Під час передсезонної підготовки 2007 керівництво «Гелексі» вирішило відмовитися від послуг тринідадського нападника.
Потім на нетривалий період часу повернувся до Тринідаду і Тобагу, де в 2007 році виступав за «Сан-Хуан Джаблоті». У січні 2008 року залишив острів та відправився на перегляд до клубу «Лідс Юнайтед» з Першої футбольної ліги, проте до підписання контракту справа так і не дійшла.
У травні 2009 року відправився на перегляд до клубу «Сан-Хосе Ерсквейкс» з Major League Soccer, з яким незабаром підписав 1-річний контракт. Дебютним голом за нову команду відзначився 30 травня 2009 року в поєдинку проти «Реал Солт-Лейк» й завершив сезон 2009 року з 4-а забитими м'ячами. Проте значний період свого перебування в «Ерсквейкс» Глен боровся з травмами, й після провального для себе сезону 2010 року керівництво клубу з Сан-Хосе вирішило не продовжувати контракт з тринідадцем.
У квітні 2011 року приєднався до «Каледонії АІА». У грудні 2011 року підписав піврічний контракт з клубом «Сонглам Нгеан» з В.Ліги 1. Повернувшись на Тринідад і Тобаго підписав контракт з «Норт-Іст Старс» на сезон 2012/13 років. 17 червня 2013 року підписав 2-річний контракт з клубом І-Ліги «Шиллонг Лайонг».
7 жовтня 2015 року уклав договір з «Мохун Баган». За нову команду дебютував 8 січня 2016 року в переможному (3:1) поєдинку проти «Айзавла». В цьому матчі Корнелл відзначився «дублем».
Після сезону, проведного в «Мохун Багані», 2 серпня 2016 року підписав контракт з бенгалурським «Озоном».

## Кар'єра в збірній
З 2002 року регулярно викликався до складу національної збірної Тринідаду і Тобаго, був обраний для участі на чемпіонаті світу 2006 року.
Глен зіграв 3 матчі на чемпіонаті світу. У першому матчі проти збірної Швеції, який завершився з рахунком 0:0, Глен міг принести Тринідаду і Тобаго сенсаційну перемогу, але його удар прийшовся на поперечину воріт Рамі Шаабана. Тринідад і Тобаго припинив виступи на турнірі після поразок від Англії та Парагваю, проте гра Глена на цьому турнірі принесла йому схвальні відгуки та визнання.

## Досягнення
«Мохун Баган»
- Кубок Федерації (Індія)
  -  Чемпіон (1): 2016

«Бенгалуру»
- Кубок Федерації (Індія)
  -  Чемпіон (1): 2017